# Valerie Chow
Valerie Chow (xinès: 周嘉玲, pinyin: Zhōu Jiālíng, coneguda també pel nom de Rachel Shane, Vancouver, 16 de desembre de 1970) és una actriu de cinema i de sèries de televisió de Hong Kong. També va treballar com a model. Mentre estudiava dret a Hong Kong va guanyar un concurs de bellesa que va significar una promoció publicitària que li va facilitar l'accés el món de la televisió i el cinema. Casada amb Darryl Goveas, d'origen belga, l'any 2008 va ser mare d'una nena. En l'actualitat ja no es dedica al cinema; va deixar de ser actriu el 2003 i la seva activitat professional és la de publicista.

## Filmografia
- 新難兄難弟 "He Ain't Heavy, He's My Father!" (1993)/ en el paper de Dra Jenny Chung
- 重慶森林, pinyin:Xin nan xiong nan di; "Chungking Express" (1994)/hostessa
- 晚九朝五, pinyin: Wan 9 zhao 5; "Twenty Something" (1994) /Irene
- 蜘蛛女, pinyin; Zhi zhu un, "Spider Woman" (1995) /Carman
- Ghostly Bus (1995) /Chun Ling / Ling Ling
- The Case of the Cold Fish (1995) / Linda
- The Blade (1995)/ Prostituta
- Red Zone (1995)/Ivy Lau
- The Armed Policewoman (1995) /Ling
- High Risk (1995) /Fai Fai
- Wind Beneath the Wings (1995)/Violet Lo Ka-Ling
- Dream Killer (1995) /Michelle Lau
- 慈禧秘密生活, "Lover of the Last Empress "(1995) /La Reina
- Street Angels (1996)/ Karen
- 馬永貞(pinyin; Jyutping: Ma Wing Jing; "Hero" (1997) /Yam Yeung Tien
- Healing Hearts (2000)/Advocada Tsing
- Sausalito (2000) /Virginia Chow
- The Vampire Combat (2001) /Piu Hung / Lin Qian / Shen
- Freaky Story (2002) /Chung Chun
- 異度空間 Yee do hung gain. "Inner Senses" (2002)/Sra. Chan